# Мун, Хлоя
Хлоя Мун (англ. Chloe Mun — Клоуи Мун, выступавшая также под настоящим именем Мун Джиён, англ. Ji-Yeong Mun, кор. 문지영; род. 19 декабря 1995, Йосу) — южнокорейская пианистка.
Начала заниматься на фортепиано в пятилетнем возрасте. Росла в семье с обоими родителями — инвалидами, из-за чего вынуждена была по финансовым причинам уйти из общеобразовательной школы, чтобы иметь возможность учиться музыке; сдала общеобразовательные экзамены экстерном. С 2009 года занимается под руководством Ким Тэ Джина, в настоящее время студентка корейского Национального университета искусств.
Лауреат целого ряда международных конкурсов, включая важнейшие: в 2014 году выиграла Международный конкурс пианистов в Такамацу и Международный конкурс исполнителей в Женеве, в 2015 году — Конкурс пианистов имени Бузони.
После европейских конкурсных успехов выступала в ряде престижных концертных залов, включая лейпцигский Гевандхаус.